# Bernhard Wellmann
Bernhard Wellmann (* 2. August 1890 in Neuenkoop, Gemeinde Berne; † 30. August 1964 in Neuenkoop) war ein deutscher Kaufmann und Politiker.
Als Abgeordneter der FDP gehörte er von der ersten Sitzung am 30. Januar 1946 bis zur letzten am 6. November 1946 dem Ernannten Landtag von Oldenburg an.

## Quelle
- Barbara Simon: Abgeordnete in Niedersachsen 1946–1994. Biographisches Handbuch. Hrsg. vom Präsidenten des Niedersächsischen Landtages. Niedersächsischer Landtag, Hannover 1996.

| Personendaten    | Personendaten                               |
| ---------------- | ------------------------------------------- |
| NAME             | Wellmann, Bernhard                          |
| KURZBESCHREIBUNG | deutscher Kaufmann und Politiker (FDP), MdL |
| GEBURTSDATUM     | 2. August 1890                              |
| GEBURTSORT       | Neuenkoop, Gemeinde Berne                   |
| STERBEDATUM      | 30. August 1964                             |
| STERBEORT        | Neuenkoop                                   |